# Alfons z Brienne
Alfons z Brienne řečený z Akkonu (francouzsky Alphonse de Brienne řečený Alphonse d'Acre, 1225?, Akkon - 25. srpna 1270, Tunis) byl hrabě z Eu, nejvyšší komoří francouzského krále a účastník bojů proti nevěřícím.

## Život
Narodil se jako syn Jana z Brienne a jeho třetí ženy Berenguely, dcery leónského krále Alfonse IX. Po španělském dědovi byl také pojmenován. Jan z Brienne byl roku 1229 stanoven regentem latinského císařství a svou dceru zasnoubil se svým svěřencem a spoluvládcem Balduinem. Balduin se roku 1236 vydal získat do Evropy podporu pro své skomírajíci císařství a právě tehdy se zřejmě Alfons z Brienne společně se svými bratry "dětmi Akkonu" dostal do péče francouzského krále Ludvíka IX.
Před rokem 1250 se oženil s Marií, dcerou a jedinou dědičkou Radulfa z Lusignanu a získal tak hrabství Eu. Roku 1260 získal na královském dvoře funkci nejvyššího komořího a roku 1265 se zúčastnil po boku svého bratrance Alfonse X. bojů proti Maurům. Jeho hrdinství oslnilo i papeže Klementa IV. V létě 1270 se připojil ke křížové výpravě Ludvíka IX. a stejného dne jako jeho panovník podlehl epidemii úplavice, která se rozšířila ve vojenském táboře. Jeho ostatky byly převezeny do Paříže a pohřbeny v bazilice Saint-Denis.